# Maurice Boille
Maurice Boille est un architecte français, né le 14 septembre 1883 à Tours et mort le 8 juin 1966 dans la même ville. Installé à Tours où il réalise de nombreux travaux, il est également l’auteur des plans de plusieurs villas balnéaires de La Baule.

## Biographie

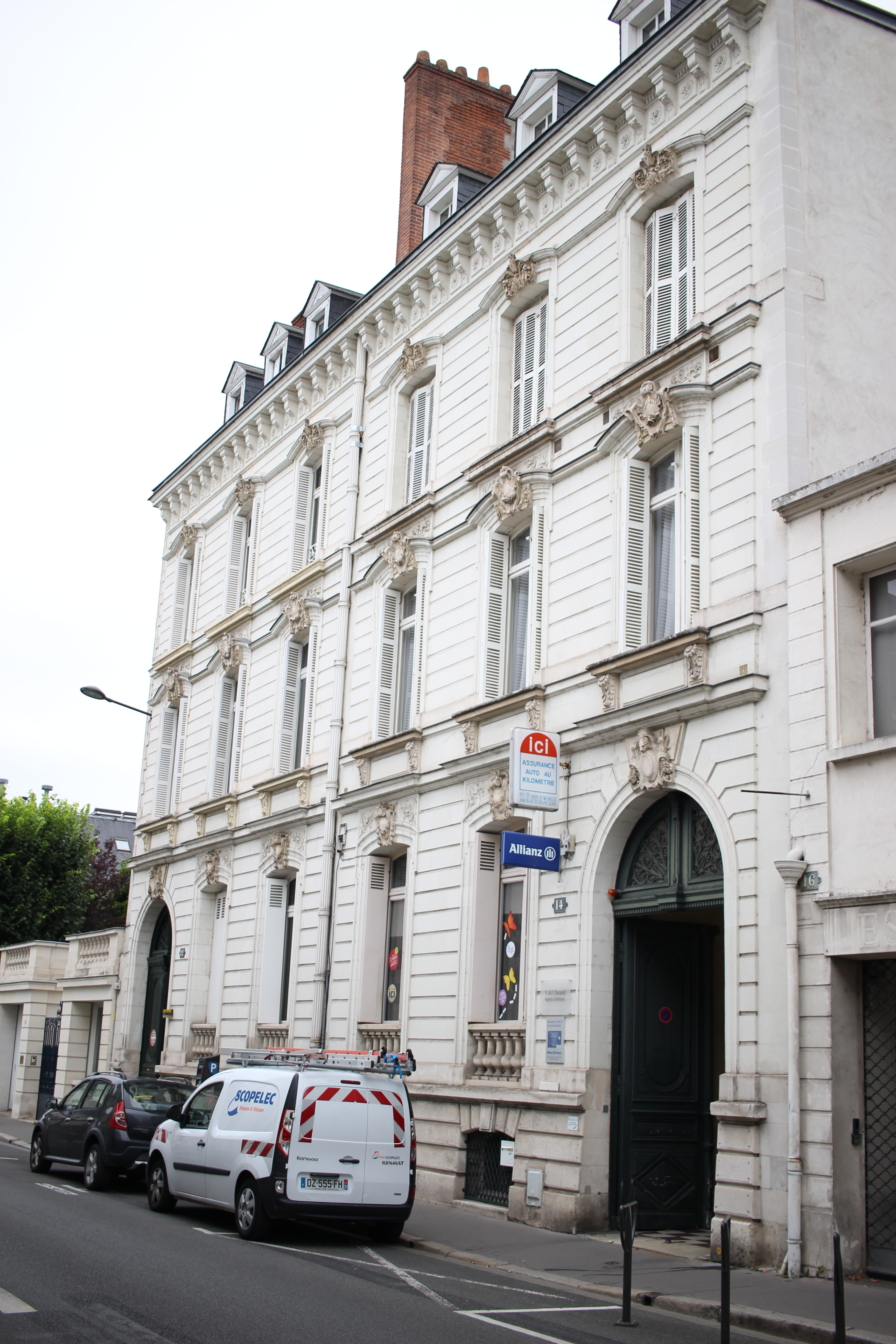
Hôtel jumelé particulier conçu par Maurice Boille.

Maurice Boille naît le 14 septembre 1883. Il est le fils de Marcel Boille (1850-1942) également architecte.
Élève de Victor Laloux à l'École nationale supérieure des beaux-arts en 1904, il est ensuite nommé architecte-conseil de la ville de Tours. Il réalise à ce poste le monument aux morts de 1914-1918, la brasserie Saint-Éloi, le magasin des Dames de France ainsi que de nombreux immeubles. On lui doit également le Grand Hôtel de Tours, en 1927, dont la décoration intérieure est signée par Pierre Chareau. Un hôtel jumelé particulier de la rue Zola dont il est l'auteur a été versé à Inventaire général du patrimoine culturel. Il intervient également dans l'élaboration des plans des cités-jardins de Jolivet et de Beaujardin.
En parallèle, il est professeur d'architecture et d'histoire de l'art à l'école régionale des beaux-arts de Tours de 1922 à 1948. 
Il remporte une médaille d'or lors de l'exposition internationale des Arts décoratifs et industriels modernes de 1925 et construit le pavillon de la Touraine pour l'Exposition universelle de 1937.
Il construit à La Baule-Escoublac, à partir de 1935, les villas balnéaires Ker Avel et Kreizdé.
Vice-président de la Société des architectes diplômés par le gouvernement (SADG) de 1935 à 1947, il est membre de la Société centrale des architectes en 1946 et président du conseil régional de l'Ordre des architectes de la région d'Orléans.
Il meurt à Tours le 8 juin 1966.